# Open di Zurigo 2006
L'Open di Zurigo 2006 è stato un torneo femminile di tennis giocato sul cemento indoor. 
È stata la 23ª edizione del torneo, che fa parte della categoria Tier I nell'ambito del WTA Tour 2006.
Si è giocato nell'Hallenstadion di Zurigo in Svizzera, dal 16 al 22 ottobre 2006.

## Campionesse

### Singolare
Marija Šarapova ha battuto in finale  Daniela Hantuchová con il punteggio di 6–1, 4–6, 6–3

### Doppio
Cara Black /  Rennae Stubbs hanno battuto in finale  Liezel Huber /  Katarina Srebotnik con il punteggio di 7–5, 7–5